# Rayadanda
Rayadanda (en népalais : रायडाँडा) est un comité de développement villageois du Népal situé dans le district de Baglung. Au recensement de 2011, il comptait 2 329 habitants.